# مونتيليوني دورفييتو
مونتيليوني دورفييتو (بالإيطالية: Monteleone d'Orvieto)‏ هي بلدية في مقاطعة تيرني في إقليم أومبريا الإيطالي.

## السكان
في سنة 1861 بلغ عدد السكان 1٬827 نسمة، وتطور العدد ليصل في سنة 2011 لـ 1٬559 نسمة.
يظهر هذا المخطط البياني تطور النمو السكاني لـ مونتيليوني دورفييتو